# Симпсон, Эшли
Э́шли Нико́ль Си́мпсон Росс (англ. Ashlee Nicole Simpson Ross; род. 3 октября 1984 года, Уэйко, Техас, США) — американская актриса, поп-певица, танцовщица. Младшая сестра Джессики Симпсон. Стала известна в середине 2004 года благодаря успеху её дебютного альбома Autobiography и сопровождающем его реалити-шоу The Ashlee Simpson Show.

## Биография

### Ранние годы
Родилась 3 октября 1984 года в техасском городе Уэйко и выросла в Ричардсоне. Она — вторая дочь Джо Симпсона (бывшего баптистского священника, в настоящее время — менеджера Эшли) и Тины Дрю. Эшли посещала начальную школу Prairie Creek. Начала заниматься классическим балетом с трёх лет, в 11 лет была принята в Школу Американского Балета в Нью-Йорке. Примерно в это же время Эшли стала страдать пищевыми расстройствами, очень мало ела. Это продолжалось около полугода, пока родители не помогли ей с этим справиться. После того как её сестра, Джессика Симпсон, подписала контракт со звукозаписывающей компанией, семья решила переехать в Лос-Анджелес, где Эшли начала появляться в телевизионных рекламных роликах.

### Карьера

#### Начало
В 14 лет Эшли начала работать в группе подтанцовки у своей сестры, ставшей звездой после выхода дебютного альбома, а в 1999—2001 годах сопровождала Джессику в турне. Позже Эшли начала появляться в фильмах и телесериалах: участие в одной серии ситкома «Малкольм в центре внимания» в 2001 году, второстепенная роль в фильме «Цыпочка» в 2002 году и периодическая роль в семейной драме «Седьмое небо» (39 серий в 2002—2004 годах).
В 2002 году Эшли записала для рождественского сборника School’s Out! Christmas песню «Christmas Past, Present and Future», которая в 2004 и 2005 годах также вошла в сборники Radio Disney Jingle Jams. Летом 2003 года она выпустила песню «Just Let Me Cry», которая вошла в звуковую дорожку к фильму «Чумовая пятница». В итоге, в 19 лет Эшли заключила контракт со студией Geffen Records.

#### Дебютный альбом и реалити-шоу
Эшли Симпсон иногда появлялась в шоу «Молодожёны: Ник и Джессика», реалити-шоу о семейной жизни её сестры Джессики и её тогдашнего мужа Ника Лаше. Для привлечения внимания к собственной начинающейся музыкальной карьере Эшли сняла собственное реалити-шоу The Ashlee Simpson Show, которое транслировалось после шоу «Молодожёны: Ник и Джессика», и темой которого была заглавная песня её дебютного альбома Autobiography. Первый сезон транслировался в течение лета 2004 года (восемь еженедельных эпизодов), второй сезон — с января по март 2005 года (10 эпизодов). Шоу освещало процесс написания, записи и исполнения музыки, а также повседневную жизнь Эшли.

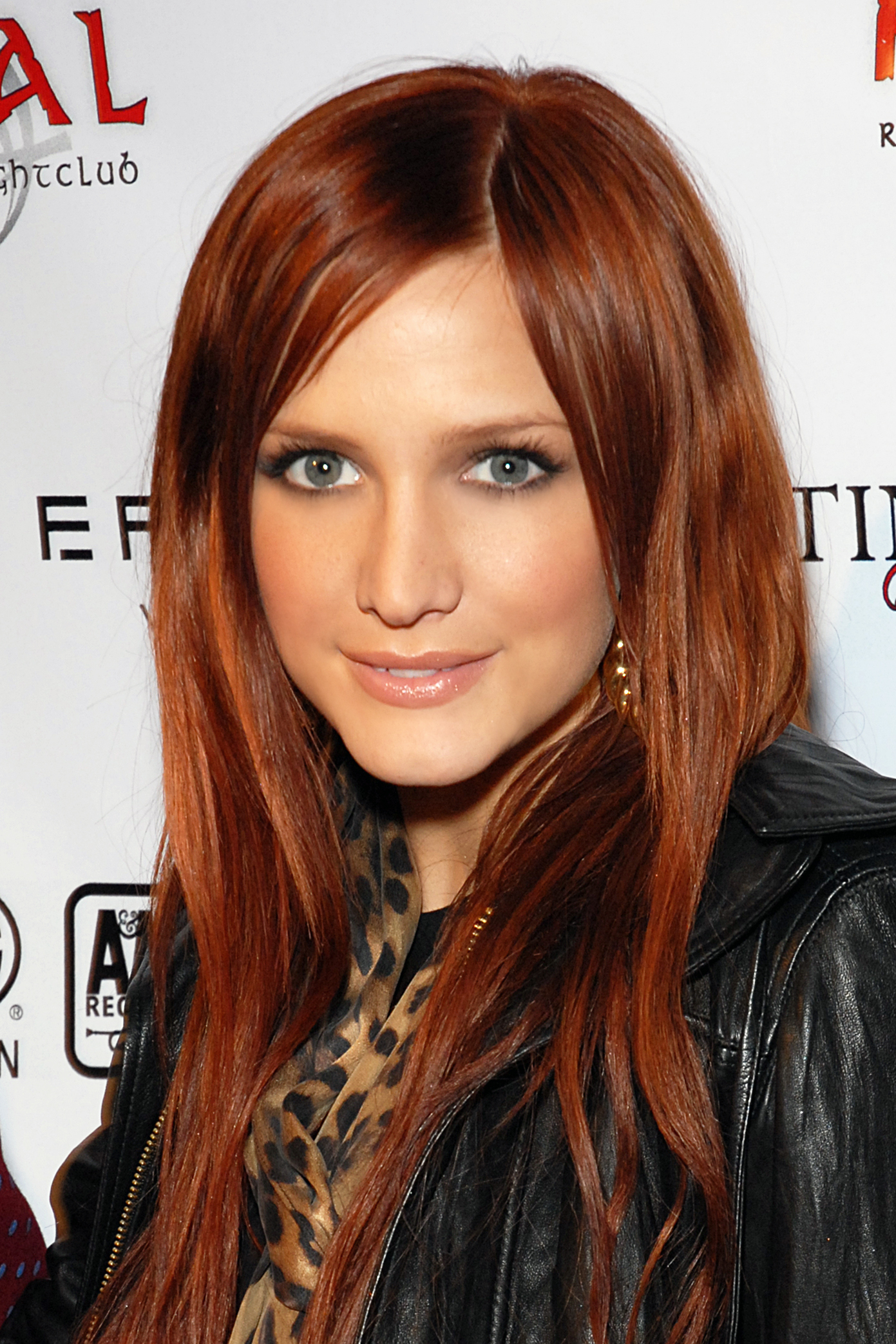
Эшли Симпсон 2 сентября 2008 года на вечеринке в Ritual Nightclub

Первый альбом Эшли, Autobiography, вышел в США в июле 2004 года, его продажи за первую неделю составили 398 тыс. экземпляров. К сентябрю 2004 года альбом стал трижды платиновым. Симпсон была соавтором всех песен и описывала его в интервью как «полностью соответствующий её эмоциям», однако критика была неоднозначной. Журнал Rolling Stone охарактеризовал альбом как «заурядную смесь аврилоподобной поп-музыки для плохо воспитанных детей и псевдорока Шерил Кроу» («mundane melange of Avril-ish brat pop and Sheryl Crow cod rock»). E!Online написал: «Даже если этот альбом не поразит вас, удивить Autobiography вас сможет». Сингл «Pieces of Me», предшествующий выходу альбома, был одним из главных хитов лета в США и хорошо продавался в других странах, но последующие синглы, «Shadow» и «La La», были менее успешны.
Для живых выступлений на сцене у Симпсон была группа музыкантов. В период с 2004 по 2006 годы в её состав входили Рэй Брэди (гитара), Брэкстон Олита (гитара), Джои Каймана (бас-гитара, с 2004 по 2005 годы это место занимал Зак Кеннеди), Крис Мегерт (клавишные и вокал, с конца 2004 по 2005 годы это место занимала Люси Уолш) и Крис Фокс (ударные).
В дополнение к своему первому альбому Эшли записала дуэтом с сестрой песню «Little Drummer Boy» для рождественского альбома Джессики ReJoyce: The Christmas Album и спела с ней на шоу Nick & Jessica’s Family Christmas.
На присуждении премии Teen Choice Awards 8 августа 2004 года за песню «Pieces of Me» Эшли получила награду Fresh Face. Кроме того, в декабре 2004 года она получила награду журнала Billboard как лучшая молодая певица года, и в том же месяце журнал Entertainment Weekly назвал её одной из звёзд, взошедших в 2004 году. Симпсон также выступила соведущей в предновогодней программе Dick Clark’s New Year’s Rockin' Eve, где исполнила 3 песни.

#### Инцидент на шоу «Saturday Night Live»
Эшли Симпсон была приглашена на шоу Saturday Night Live (23-24 октября 2004 года), где должна была исполнить две песни. «Pieces of Me» она исполнила без проблем. Однако, когда Эшли собралась петь следующую песню, «Autobiography», то прежде, чем она поднесла ко рту микрофон, снова зазвучала фонограмма первой песни, «Pieces of Me». Осознав ошибку, Симпсон попыталась обратить всё в шутку, но затем покинула сцену. Во время закрытия шоу она появилась вместе с ведущим Джудом Лоу и сказала: «Мне так жаль. Мои музыканты начали играть неправильную песню, и я не знала, что мне делать».
Симпсон вернулась на Saturday Night Live в следующем году, чтобы исполнить сингл «Boyfriend» и новую песню «Catch Me When I Fall» из альбома I Am Me. Обе песни были спеты без инцидентов.

#### Выступление на Orange Bowl 2005 и первое турне
4 января 2005 Эшли исполнила песню «La La» перед финальным матчем между студенческими командами по американскому футболу в Майами и была освистана почти 78 тыс. зрителей. Многие отметили, что Келли Кларксон, выступавшая перед Эшли, вызвала гораздо более позитивную реакцию, а выступление Симпсон было бледным и фальшивым. После её выступления на «Orange Bowl 2005», на сайте PetitionOnline.com самой активной была просьба о том, чтобы Эшли Симпсон прекратила исполнять музыку. Эшли позже сказала: «Это круто. Вы не обязаны быть фанатами любой музыки». Она также заявила о поддержке, полученной от своих поклонников. А журнал Cosmopolitan поместил Эшли на обложку своего февральского номера, назвав её «Бесстрашной женщиной года».

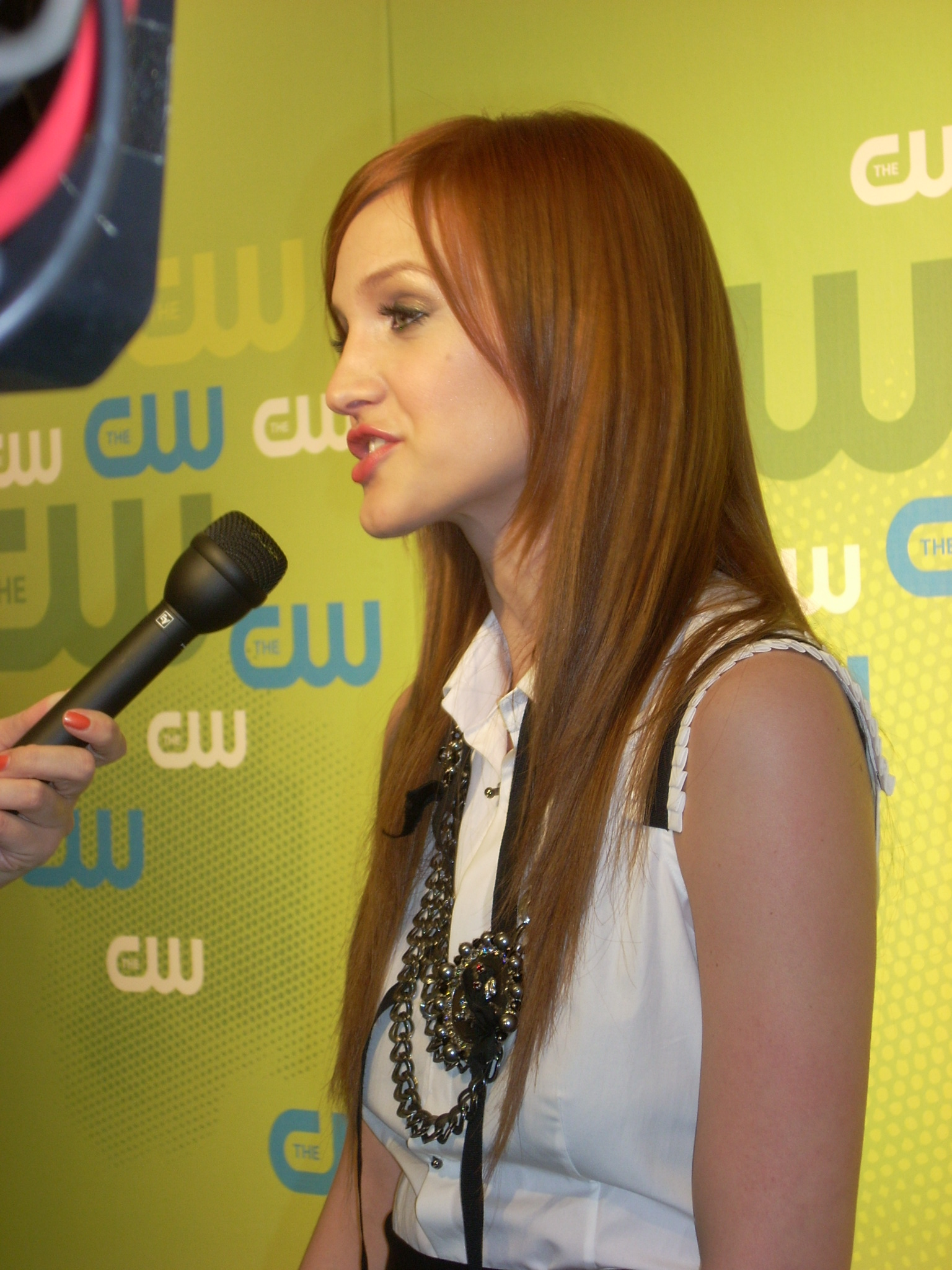
Эшли 21 мая 2009 года на презентации своей роли Вайолет Фостер (сериал «Мелроуз Плейс») в Нью-Йорке

Первое турне Симпсон по США (включая 2 дня в Канаде) прошло с середины февраля до конца апреля 2005 года. В дополнение к материалу из Autobiography, Симпсон исполнила собственную неизданную песню «Hollywood», песню группы The Pretenders «Brass in Pocket», песню Блонди «Call Me» и песню Мадонны «Burning Up».

#### Кино, второй альбом и театр
Симпсон получила второстепенную роль начинающей актрисы в фильме «Неразгаданное» (Undiscovered), вышедшем на экраны в августе 2005 года. Сцены с её участием снимались в конце 2004 года. Хотя игру Симпсон оценили более-менее приемлемо, сам фильм был разгромлен критиками и даже не попал в Топ-10 новых фильмов недели, собрав лишь $676 048. Её игра в этом фильме принесла ей номинацию на премию «Золотая малина» как худшей актрисе второго плана.
Второй альбом, I Am Me, вышел в США 18 октября 2005 года. В нём Симпсон хотела, в отличие от дебютного альбома, передать ощущение музыки из 80-х годов. По словам Эшли, он меньше сфокусирован на отношениях и больше — на ней самой. Альбом дебютировал на первой строчке с тиражом в 220 тыс. копий, но темпы продаж быстро упали; к апрелю 2006 года было реализовано менее 900 тыс. копий в США и 3 млн копий по всему миру. Первый сингл с этого альбома, «Boyfriend», попал в первую двадцатку песен в рейтинге Billboard Hot 100.
Симпсон начала тур в поддержку нового альбома в конце сентября 2005 года в Портленде и 8 октября вновь появилась на шоу Saturday Night Live. Первым из двух её выступлений была баллада «Catch Me When I Fall» о её предыдущем опыте выступления на этом шоу. В середине декабря в Японии после выступления Симпсон потеряла сознание, возможно, от истощения. Она была госпитализирована и отменила выступление на Radio Music Awards.
В последние месяцы 2005 года Симпсон отправилась в турне I Am Me Tour и начала встречаться со своим барабанщиком Брэкстоном Олитой.
В марте 2006 года Симпсон выиграла конкурс MTV celebrity surfing invitational, в котором также участвовали такие знаменитости, как Миган Гуд, Джек Осборн, Эшли Паркер Энджел и Тони Хоук. 12 апреля 2006 года она выступила ведущей на церемонии MTV Australia Video Music Awards, где получила награды «Лучшая исполнительница» и «Лучшее поп-видео» за сингл «Boyfriend».
В апреле 2006 года Симпсон сделала пластику носа. В майском номере журнала Harper's Bazaar за 2007 год она заявила, что не испытывает неуверенности в своей внешности и не испытывала её раньше. Она сказала, что пластическая хирургия - это «личный выбор», который человек должен делать только для себя, а не для других. В интервью в сентябре 2007 года её отец, Джо Симпсон, рассказал об операции, которую перенесла Эшли: «У нее была реальная проблема с дыханием, и ее вылечили». В середине 2006 года Симпсон дала интервью журналу Marie Claire, в котором она заявила, что ей "«надоело извращенное представление Голливуда о женской красоте», и сфотографировалась, рисуя фреску в поддержку женщин с группой обездоленных девочек из лос-анджелесской школы Green Dot Public School. К тому времени, когда журнал появился в киосках, Симпсон уже сделала пластику носа, и некоторые читатели Marie Claire пожаловались, что это лицемерие. Журнал получил более 1 000 писем с жалобами, и новый редактор журнала расширил раздел писем в сентябрьском номере журнала, чтобы дать читателям возможность высказать свое недовольство.
Симпсон отправилась в свой третий тур по Северной Америке под названием L.O.V.E. Tour для дальнейшего продвижения своего второго альбома. В последующие месяцы было объявлено, что альбом I Am Me будет переиздан с новым синглом «Invisible», кавер-версией на песню группы Jaded Era. Сингл был выпущен в июне 2006 года и занял 21 место в Hot 100. «Invisible» стал её вторым синглом, вошедшим в первую десятку чарта Mainstream Top 40, основанного на данных о ротации песен на радио.
Позднее было опубликовано, что переиздание альбома I Am Me отменено.
В 2006 году Симпсон исполнила роль Рокси Харт в мюзикле «Чикаго» в театре Вест-Энда. Её выступление в мюзикле было оценено как «ослепительное и почти безупречное». После её расставания с Олитой стало известно, что Симпсон состоит в отношениях с басистом группы Fall Out Boy Питом Венцем.

### Личная жизнь
С 2008 по 2011 год Симпсон была замужем за басистом группы «Fall Out Boy» Питом Венцем. У бывших супругов есть сын — Бронкс Маугли Венц (род. 21 ноября 2008).
С 30 августа 2014 года Симпсон замужем за актёром и музыкантом Эваном Россом, с которым она встречалась 13 месяцев до их свадьбы. У супругов двое детей — дочь Джаггер Сноу Росс (род. 30 июля 2015) и сын Зигги Блу Росс (род. 29 октября 2020).

## Дискография
- Autobiography (2004)
- I Am Me (2005)
- Bittersweet World (2008)

## Фильмография
| Год       |   | Русское название                    | Оригинальное название | Роль           |
| --------- | - | ----------------------------------- | --------------------- | -------------- |
| 2001      | с | Малкольм в центре внимания          | Malcolm in the Middle | школьница      |
| 2002      | ф | Цыпочка                             | The Hot Chick         | Моник          |
| 2002—2004 | с | Седьмое небо                        | 7th Heaven            | Сесилия Смит   |
| 2005      | ф | Неразгаданное                       | Undiscovered          | Клеа           |
| 2009      | с | C.S.I.: Место преступления Нью-Йорк | CSI: NY               | Лайла Уигфилд  |
| 2009—2010 | с | Мелроуз Плейс                       | Melrose Place         | Вайолет Фостер |
| 2013      | ф | Хроники ломбарда                    | Pawn Shop Chronicles  | Тереза         |